# Herman Cornejo

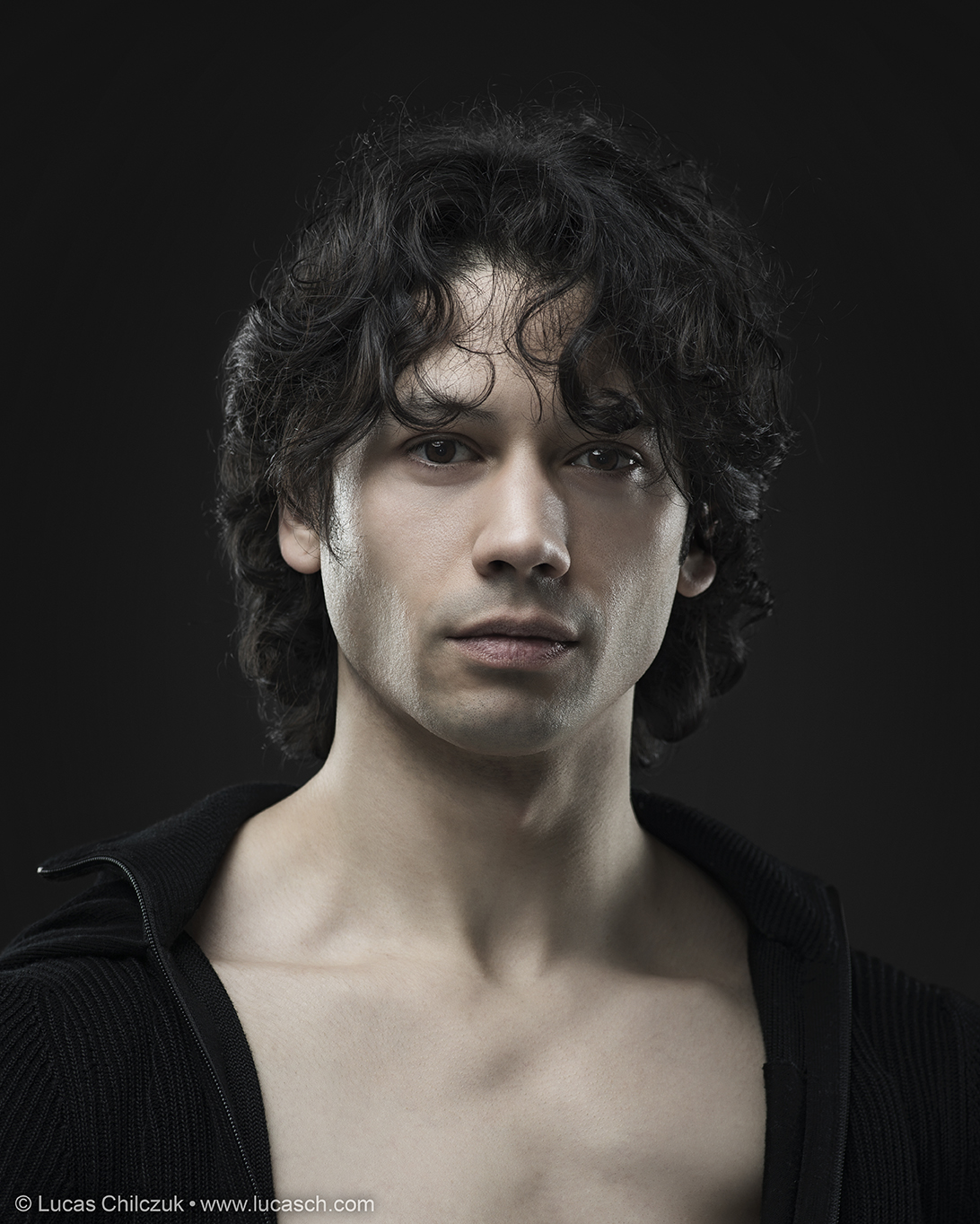
Herman Cornejo

Herman Cornejo (geb. 13. Mai 1981 in Villa Mercedes, San Luis, Argentinien) ist ein argentinischer Balletttänzer. Er ist am American Ballet Theatre als Principal Dancer engagiert.

## Leben
Herman Cornejo wurde in Mercedes (San Luis) in Argentinien geboren.
Er begann seine Ballettausbildung im Alter von 8 Jahren am Institut für Kunst am Teatro Colón in Buenos Aires. Später setzte er seine Ausbildung als Stipendant an der School of American Ballet in New York fort. 1995 wurde er an das Ballet Argentino engagiert.
Im Jahr 1997 wurde er zum jüngsten Goldmedaillengewinner des Moskauer Internationalen Ballettwettbewerb (Moscow IBC) aller Zeiten.
Infolgedessen wurde er zum Principal Dancer des Ballet Argentino ernannt und tanzte neben Julio Bocca alle Hauptrollen während der darauffolgenden Welttour der Kompanie.
1999 schloss er sich dem American Ballet Theatre an. Im August 2000 wurde dort er zum Solotänzer und 2003 zum Principal ernannt.

## Repertoire
Herman Cornejo tanzt u. a. Hauptrollen in:
- Romeo und Julia (Mercutio und Romeo)
- Don Quichotte (Basil)
- Coppélia (Franz)
- La Bayadère (Goldener Gott)
- La Sylphide (James und Gurn)
- The Dream (Puck)
- La Fille mal gardée (Alain)

...sowie führende Rollen des modernen Repertoires.

## Auszeichnungen
- 2000 ernannte die UNESCO ihn zum UN-Botschafter des Friedens.